# Beniamin Benedykt Gurcman
Beniamin Benedykt Gurcman (ur. 19 lutego 1881 w Warszawie, zm. 15 grudnia 1907 w Barguzinie) – inżynier technolog, działacz SDKPiL.
Syn kupca Fajwla, podczas nauki w szkole (do 1898) działał w nielegalnych kółkach samokształceniowych, w 1902 skończył studia w Instytucie Politechnicznym w Warszawie i został inżynierem technologiem. Aktywny uczestnik radykalnego ruchu studenckiego, II-III 1899 uczestniczył w strajku młodzieży na uczelni zorganizowanym na znak solidarności z protestującymi studentami w Rosji, za co został wydalony do Wilna pod nadzór policyjny. Po kilku tygodniach wrócił do Warszawy i kontynuował studia. Był jednym z najaktywniejszych działaczy nielegalnego studenckiego kółka socjalistycznego. Studiował marksistowską literaturę, był zwolennikiem pogodzenia internacjonalizmu i patriotyzmu i współdziałania SDKPiL z PPS w walce z caratem. Od 1902 z inicjatywy Zdzisława Ledera prowadził wykłady w tworzonych przez SDKPiL robotniczych kółkach oświatowych z zakresu nauk przyrodniczych. Jednocześnie był robotnikiem w fabryce metalowej w Warszawie. Od stycznia 1904 członek SDKPiL, pracownik techniki partyjnej. 27 IV 1904 wspólnie z Marcinem Kasprzakiem brał udział w obronie zdekonspirowanej przez carską policję tajnej drukarni SDKPiL i został wraz z nim aresztowany. Osadzony w X Pawilonie Cytadeli Warszawskiej, 1 IX 1905 skazany przez sąd wojskowy w Warszawie na 15 lat katorgi, w wyniku dwóch amnestii karę obniżono do 3 lat i 9 miesięcy. 1905-1906 przebywał w moskiewskim więzieniu, a na początku VI 1906 został wywieziony do Tobolska. Na zesłaniu zachorował i umarł na zapalenie wyrostka robaczkowego w Barguzinie w Kraju Zabajkalskim i tam został pochowany.